# Символы Квебека
Символы Квебека - символы канадской провинции Квебек.

## Официальные символы
|                       | Символ                                   | Изображение            | Был принят          | Заметки |
| --------------------- | ---------------------------------------- | ---------------------- | ------------------- | --- |
| Герб                  | Герб Квебека                             | Coat of Arms of Quebec | 9 декабря 1939 года | Первоначально принятый королевой Викторией 26 мая 1868 года, герб был снова принят в качестве официального парламентом Квебека в 1939 году. |
| Девиз                 | Je Me Souviens Я помню                   |                        | 9 декабря 1939 года | Был принят совместно с другими элементами герба                                                                                             |
| Флаг                  | Флаг Квебека                             |                        | 21 января 1948 года | |
| Провинциальный символ | fr:Fleur de lis                          | Fleur de lis           |                     | |
| Цветок                | Iris versicolor Цветок ириса             | Blue Flag              |                     | |
| Птица                 | Полярная сова Bubo scandiacus            | Snowy Owl              | 1987                | |
| Дерево                | Берёза аллеганская Betula alleghaniensis | Yellow Birch           |                     | |

## Неофициальные символы
|        | Символ                          | Image | Pfvtnrb                          |
| ------ | ------------------------------- | ----- | -------------------------------- |
| Тартан | Синий, красный, золотой и белый |       | Все цвета взяты из герба Квебека |